# Романовка (Теребовлянская городская община)
Романовка (укр. Романівка) — село в Теребовлянской городской общине Тернопольского района Тернопольской области Украины.
До 2020 года входило в Теребовлянский район.
Население по переписи 2001 года составляло 726 человек. Занимает площадь 4,351 км². Почтовый индекс — 48151. Телефонный код — 3551.

## Известные уроженцы
- Бойчук, Михаил Львович (1882—1937) — украинский художник-монументалист и живописец, педагог. Один из основоположников монументального искусства Украины XX столетия.